# INTER (Kis-My-Ft2のシングル)
『INTER』（インター）は、Kis-My-Ft2の18作目のシングルで、2017年3月1日にavex traxから発売された自身初のトリプルA面シングルである。

## 概要
前作「Sha la la☆Summer Time」から約7カ月ぶりのシングルで、初のトリプルA面シングル。
トリプルA面の3曲すべてがCMタイアップである。

## チャート成績
2017年3月13日付オリコン週間シングルランキングで、『INTER』が初週20.5万枚を売上げて1位に初登場した。今作でデビューシングルから続くシングル連続首位記録を18作に更新しており、これは歴代5位の記録である。
また同日付のBillboard Japan Hot 100で「Tonight」が総合首位となった。
初週売り上げ枚数：205229枚

## 収録曲

### CD
1. Tonight［4:04］
作詞・編曲：JUN，久保田真悟・Tasuku Maeda、作曲：Tommy Clint，Fredrik“Figge”Boström
  - 第一興商 ｢LIVE DAM STADIUM｣ CMソング

PVのテーマは「WILD & SEXY」[1]。
振り付けはメンバーの千賀健永が担当[2]。
2. 君のいる世界［5:19］
作詞：イワツボコーダイ、作曲：GRP・イワツボコーダイ、編曲：GRP
  - Kis-My-Ft2出演 興和 ｢ホッカイロぬくぬく当番｣ CMソング

PVのテーマは「LOVE & CUTE」[1] で、メンバーが新郎という設定になっている。
3. SEVEN WISHES［4:28］
作詞：MILK、作曲：Shusui，Anders Dannvik、編曲：生田真心
  - Kis-My-Ft2出演 JR九州 ｢新しい7つの長崎へ KISS MY NAGASAKI｣ キャンペーンCMソング
4. 全力ファイター［3:30］
作詞：ケリー、作曲：藤野翔之、編曲：CHOKKAKU
通常盤のみ収録。

### DVD

#### 初回生産限定盤A
1. Tonight（Music Video）
2. Tonight（Making Movie）

#### 初回生産限定盤B
1. 君のいる世界（Music Video）
2. 君のいる世界（Making Movie）

### シリアル動画
※通常盤（初回出荷分）のみ
- ｢SEVEN WISHES｣ CMメイキングMOVIE ～メンバーハンディカメラ映像～
いずれかを選んで視聴可能。視聴期間は2017年2月28日 - 5月31日。
  - 北山 & 二階堂 編
  - 藤ヶ谷 & 横尾 編
  - 玉森 & 宮田 & 千賀 編

## 収録作品
| 楽曲タイトル   | 収録                        | 収録                                                                   |
| -------------- | --------------------------- | ---------------------------------------------------------------------- |
| Tonight        | CDシングル                  | 『INTER』                                                              |
| Tonight        | ミュージック・ビデオ        | 『INTER』〈初回生産限定盤A〉                                           |
| Tonight        | CDアルバム                  | 『MUSIC COLOSSEUM』                                                    |
| Tonight        | ライブ映像                  | 『LIVE TOUR 2017 MUSIC COLOSSEUM』                                     |
| Tonight        | ライブ映像                  | 『LIVE TOUR 2018 Yummy!! you&me』                                      |
| Tonight        | CD （スペシャルエディット） | 『LIVE TOUR 2018 Yummy!! you&me』〈初回盤〉                            |
| Tonight        | ライブ映像                  | 『君を大好きだ』〈EXTRA盤〉 （LIVE TOUR 2018 YOU&ME Extra Yummy!!）    |
| Tonight        | CDアルバム                  | 『BEST of Kis-My-Ft2』                                                 |
| Tonight        | ミュージック・ビデオ        | 『BEST of Kis-My-Ft2』〈初回盤A〉                                      |
| Tonight        | ライブ映像                  | 『Two as One』〈ファンクラブ限定盤〉 （Kis-My-Ftに逢えるde Show 2022） |
| Tonight        | ライブ映像                  | 『For dear life』                                                      |
| 君のいる世界   | CDシングル                  | 『INTER』                                                              |
| 君のいる世界   | ミュージック・ビデオ        | 『INTER』〈初回生産限定盤B〉                                           |
| 君のいる世界   | CDアルバム                  | 『MUSIC COLOSSEUM』                                                    |
| 君のいる世界   | ライブ映像                  | 『LIVE TOUR 2017 MUSIC COLOSSEUM』                                     |
| 君のいる世界   | CDアルバム                  | 『BEST of Kis-My-Ft2』                                                 |
| 君のいる世界   | ミュージック・ビデオ        | 『BEST of Kis-My-Ft2』〈初回盤A〉                                      |
| SEVEN WISHES   | CDシングル                  | 『INTER』                                                              |
| SEVEN WISHES   | CDアルバム                  | 『MUSIC COLOSSEUM』                                                    |
| SEVEN WISHES   | ライブ映像                  | 『LIVE TOUR 2017 MUSIC COLOSSEUM』                                     |
| SEVEN WISHES   | CDアルバム                  | 『BEST of Kis-My-Ft2』                                                 |
| 全力ファイター | CDシングル                  | 『INTER』〈通常盤〉                                                    |
| 全力ファイター | ライブ映像                  | 『LIVE TOUR 2017 MUSIC COLOSSEUM』                                     |
| 全力ファイター | ライブ映像                  | 『LIVE TOUR 2019 FREE HUGS!』                                          |
| 全力ファイター | CD （スペシャルエディット） | 『LIVE TOUR 2019 FREE HUGS!』〈通常盤〉                                |
| 全力ファイター | ライブ映像                  | 『For dear life』                                                      |